# Psychoda cylindrica
Psychoda cylindrica és una espècie d'insecte dípter pertanyent a la família dels psicòdids que es troba a Àfrica: Sud-àfrica.